# Godwin Hoffmann
 (mars 2022).
La mise en forme du texte ne suit pas les recommandations de Wikipédia : il faut le « wikifier ».
Les points d'amélioration suivants sont les cas les plus fréquents :
- Les titres sont pré-formatés par le logiciel. Ils ne sont ni en capitales, ni en gras.
- Le texte ne doit pas être écrit en capitales (les noms de famille non plus), ni en gras, ni en italique, ni en « petit »…
- Le gras n'est utilisé que pour surligner le titre de l'article dans l'introduction, une seule fois.
- L'italique est rarement utilisé : mots en langue étrangère, titres d'œuvres, noms de bateaux, etc.
- Les citations ne sont pas en italique mais en corps de texte normal. Elles sont entourées par des guillemets français : « et ».
- Les listes à puces sont à éviter, des paragraphes rédigés étant largement préférés. Les tableaux sont à réserver à la présentation de données structurées (résultats, etc.).
- Les appels de note de bas de page (petits chiffres en exposant, introduits par l'outil «  Source ») sont à placer entre la fin de phrase et le point final[comme ça].
- Les liens internes (vers d'autres articles de Wikipédia) sont à choisir avec parcimonie. Créez des liens vers des articles approfondissant le sujet. Les termes génériques sans rapport avec le sujet sont à éviter, ainsi que les répétitions de liens vers un même terme.
- Les liens externes sont à placer uniquement dans une section « Liens externes », à la fin de l'article. Ces liens sont à choisir avec parcimonie suivant les règles définies. Si un lien sert de source à l'article, son insertion dans le texte est à faire par les notes de bas de page.
- La présentation des références doit suivre les conventions bibliographiques. Il est recommandé d'utiliser les modèles {{Ouvrage}}, {{Chapitre}}, {{Article}}, {{Lien web}} et/ou {{Bibliographie}}. Le mode d'édition visuel peut mettre en forme automatiquement les références.
- Insérer une infobox (cadre d'informations à droite) n'est pas obligatoire pour parachever la mise en page.

Pour une aide détaillée, merci de consulter Aide:Wikification.
Si vous pensez que ces points ont été résolus, vous pouvez retirer ce bandeau et améliorer la mise en forme d'un autre article.
Pour les articles homonymes, voir Hoffmann.
Godwin Hoffmann est un artiste plasticien allemand, né le 16 avril 1945 à Büchenbeuren (Allemagne) et décédé le 7 juillet 2013 à Werder (Allemagne).

## Biographie
Il fait ses études à l'Académie des beaux-arts de Düsseldorf auprès de Gerhard Hoehme (de), Rupprecht Geiger (en) et Erwin Heerich (de), et obtient le diplôme de « Meisterschüler » en 1971.
Installé à Strasbourg en 1973, il établit ensuite son atelier à Neuwiller-lès-Saverne en 1995. Au début de l'année 2013, il part s'installer à Berlin où il décède quelques mois plus tard.
En partant de l’expression figurative, il trouve rapidement sa voie dans la peinture non-figurative marquée par le constructivisme. Libéré du calcul mathématique par l’introduction de moyens aléatoires, il abandonne la peinture de chevalet. Ses recherches fondées sur la forme de l’œuvre le conduisent à réaliser des tableaux  à caractère sculptural, s’adressant également à la cimaise et à l’environnement, lesquels deviennent une part constituante de l’œuvre.
« Ma peinture devient un objet en relief, un volume et l’espace qui l’entoure une composante de celle-ci. »
Déterminé par la distance et l’abstraction, son évolution artistique le mène vers « la recherche de l’essentiel, de l’origine et peut-être également de la nature, de la sensualité et du toucher. Cette forme de travail requiert une exigence totale ». Appliquant des règles strictes à ses compositions et animant ses toiles de larges bandes verticales colorées, son travail joue sur les résonances chromatiques. La couleur détient en effet un rôle prédominant dans son oeuvre, comme marque du geste pictural mais aussi dans la façon de la mettre en valeur, de l’inscrire dans l’espace.
À partir de 1992, Godwin Hoffmann s'intéresse à la technique du fusain sur papier réalisant un nombre important de dessins. Parallèlement à la peinture et au dessin, son œuvre compte également des gravures.
Un catalogue raisonné de ses peintures (1968 à 2002) a été publié aux Éditions Somogy en 2005,.

## Expositions

### Expositions personnelles
- 1971 : Nordhorn, 48. Kunstausstellung der Stadt Nordhorn[4],[5],[6]
- 1972 : Hannover, Kunstkabinett am Steintor[7]
- 1975 : Strasbourg, L'Expression Galerie Claude Bollack[8],[9]
- 1976 : Strasbourg, Galerie la Main Bleue[10],[11]
- 1978 : Strasbourg, Galerie l'Expression et l’association Art Aujourd’hui[12],[13]
  - Strasbourg, Galerie Icare, Figures. Translations. Travaux de 1968 et 1978
- 1979 : Châteauroux, Galerie l'Œil 2000
  - Paris, Galerie Travers
- 1980 :Strasbourg, Musée d'Art Moderne, Présentation de peintures de Godwin Hoffmann[14]
  - Strasbourg, Galerie l'Expression[15],[16]
- 1983 :Pont-à-Mousson, Centre culturel des Prémontrés, Abbaye des Prémontés, Peinture - Espace[17],[18],[19]
- 1984 :Strasbourg, Galerie du Petit Pont, „Everytime We Say Goodbye“, Hommage à John Coltrane[20]
- 1985 :Fribourg/Brisgau, Galerie Kaiser, Godwin Hoffmann, Assemblagen, Arbeiten auf Papier[21]
  -  Strasbourg, Galerie Rouge et Noir, „Dix ans déjà“, Godwin Hoffmann, travaux sur papier[22]
- 1986 : Rottweil, Forum Kunst, Godwin Hoffmann, „Neue Arbeiten“[23],[24]
  -  Kehl, Galerie in der Stadthalle, Godwin Hoffmann, „Arbeiten 1982- 1986“[25]
- 1987 :Munich, Galerie Haydn und Türk, Godwin Hoffmann, Assemblagen, Arbeiten auf Papier[26]
  -  Strasbourg, Galerie Editions du Faisan, Au-delà des origines. Godwin Hoffman. Dessins d’architecture de 1966 -Travaux récents
  -  Strasbourg, Galerie R. Werlé, Godwin Hoffmann, 1977-1987
- 1988 : Strasbourg, Transit, Godwin Hoffmann, „Peintures“
  - Strasbourg, Rencontre d'Espaces[27]
  -  New York, Vera Engelhorn Gallery
- 1990 :Offenburg, Künstlerkreis Ortenau  e.V., Werkstattgalerie „Alte Wäscherei“[28]
  -  Strasbourg, Galerie R.Werlé[29]
- 1991 :New York, Vera Engelhorn Gallery
  - Fribourg/Brisgau,  BBK-Werkstatt, Haus an der Mehlwaage, Godwin Hoffmann, „Rauminterpretation“[30]
- 1993 : Strasbourg, Galerie Werlé - Association Interfact, en l´honneur de Godwin Hoffmann, soirée privée[31], Strasbourg, Le Maillon, Godwin Hoffmann, Dessins
  - Baden-Baden, Galerie Suzanne Fischer, Godwin Hoffmann, Bilder und Zeichnungen[32],[33]
- 1994 : New York, Vera Engelhorn Gallery, Godwin Hoffmann, Works on paper 1978 - 1993[34]
- 1996 : Munich, Foraum, Galerie Brigitte Klebac, Zeichnungen und Bildobjekte von Godwin Hoffmann[35]
  - New York, Vera Engelhorn Gallery, Godwin Hoffmann, Works from 1971 to 1996
- 1997 : New York, Vera Engelhorn Gallery, Godwin Hoffmann, Painting, drawing, sculpture
  - Offenburg, Museum im Ritterhaus, Godwin Hoffmann,“Itinéraire“, Arbeiten aus dem Zeitraum 1968 bis 1997[36],[37]
- 1998 : Baden-Baden, Galerie Suzanne Fischer, Godwin Hoffmann, Prinzip Serie, Arbeiten aus den neunziger Jahren[38]
  - Karlsruhe, Galerie von Tempelhoff, Godwin Hoffmann, „schwarz, noir, black, zwart“[39]
  -  Strasbourg, Galerie Espace Suisse, Godwin Hoffmann, parcours 1968-1998[40]
- 1999 : La Garde Adhémar, Galerie Eric Linard, Godwin Hoffmann, Dessins, estampes récentes[41]
- 2000 : Strasbourg, Clinique de l'Orangerie, Art et Partage, Lignes, Godwin Hoffmann
- 2001 : Sélestat, FRAC-Alsace, Godwin Hoffmann / Klaus Stöber, Peintures et travaux sur papier[42]
  - Strasbourg, Galerie George-Michel Kahn, Godwin Hoffmann, „Line Up“[43]
- 2002 : Strasbourg, Galerie Espace Suisse, g.h. et g.h. Peintures et travaux sur papier[44]
- 2004 : Colmar, Galerie Edition Rémy Bucciali, 0,618 nombre d'or[45]
  - Paris, Galerie Cour Carré, Godwin Hoffmann "Cascais"
- 2005 : Strasbourg, Galerie Espace Suisse, Quelques regards 1977-2005[46]
- 2006 : Strasbourg, Galerie Espace Suisse, Godwin Hoffmann „Aix-en-Provence en 1966, Sur les traces de Cézanne“[47]
- 2007 : Taulé, La Minoterie, Godwin Hoffmann „mascaret, sixième vague“[48]
  - Paris, Galerie N.Mariño, Godwin Hoffmann Quelques repères
- 2009 : Paris, Galerie Linz, Godwin Hoffmann
- 2011 : Paris, Galerie Linz, Godwin Hoffmann ...humaine géometrie...    
  - Freiburg, kulturwerk T66, Godwin Hoffmann ...noir et couleur...
- 2012 : Colmar, Le Lézard, Godwin Hoffmann[49] et Galerie Bucciali, Godwin Hoffmann[50]
- 2013 : Kunstkreis Radbrunnen Breisach, "20 Jahre Zeichnung - Ein Querschnitt

### Expositions collectives (sélection)
- 2009 : Kaiserslautern, Museum Pfalzgalerie Kaiserslautern,
  - Erwerbungen  der Marianne und Heinrich Lenhardtstiftung 2005-2009.
- 2006 : Karlsruhe, Centre Culturel Franco-Allemand, Radierung im Elsaß, Gravures en Alsace.
- 2006 : Montrouge, 51ème Salon d'art contemporain de Montrouge, L'éphémère, le fugitif et le multiple.
- 2005 : Strasbourg, Bibliothèque Nationale Universitaire, Le livre au risque des artistes.
- 2002 : Altkirch, CRAC Alsace[51], Editions Rémy Bucciali  „de l´interprétation“.
- 1999 : Altkirch, CRAC Alsace, Eric Linard. L'éditeur du Val des Nymphes.
- 1997 :Paris, Galerie K, “Godwin Hoffmann de part Fr-Xavier et d’autre“.
- 1994 : Rockenhausen, Daniel Henry Kahnweiler-Preis.
- 1991 : Saint-Avold, Centre d’Action Culturelle. Acquisitions Récentes, FRAC-Lorraine.
- 1990 : Gand (Belgique), Moving Space Gallery, Echecs“, twenty international contemporary artists.
- 1988 : Sion, Musée Cantonal des Beaux-arts, “die ecke the corner, le coin"
- 1986 : Agen, Centre Culturel de la Ville d’Agen, Quelques d’Artistes d’Alsace.

Paris, Galerie de Bellechasse, Tendances Contemporaines en Alsace.
- 1978: Paris, Galerie Françoise Palluel, Peinture et Travaux sur papier.
- 1975: Paris, FIAC 75, L’Expression Galerie Claude Bollack.

## Œuvres dans les collections publiques
- Musée d’art moderne et contemporain de Strasbourg[52]
- Fonds national d’art contemporain, Puteaux[53]
- Cabinet des estampes et des dessins de Strasbourg
- Fonds régional d'art contemporain d’Alsace et de Lorraine [54]
- Institut de documentation juridique et fiscale, Strasbourg
- Ville de Strasbourg
- Kulturamt Offenbourg
- Institut Dr.Viollier, Bâle
- Regierungspräsidium Freiburg
- CMDP Saint Jean, Strasbourg

## Commandes publiques
- 1986   „Triolets“, devant le Palais de la Musique et des Congrès, Strasbourg[55],[56]
- 1987    „Corner Blues“, pont Zaepfel, Strasbourg (rénovation en 2007)[57]
- 2010    „Aleph“, Lycée Achern, Achern, Allemagne

## Prix et distinction
Lauréat du Centre d'Européen d'Actions Artistiques Contemporaines (CEEAC) en 1995,.